# 曙川南土地区画整理事業
曙川南土地区画整理事業は、大阪府八尾市で行われている土地区画整理事業である。施工者は八尾市曙川南土地区画整理組合、業務代行者は大林組。正式な事業名称は、「東部大阪都市計画事業　曙川南土地区画整理事業」である。

## 概要
2015年7月10日の設立認可公告より開始された。約20.5haの面積を有し、総事業費は約53億円である。「笑顔 繋がる　ゆめ 広がる　まちづくり」をコンセプトに、住・商一体開発を進め、地区内を住環境保全地区、商業業務地区、幹線道路沿道地区に分け、地区計画を行っている。地区北部(大字刑部付近)の住環境保全地区には大林新星和不動産、関電不動産開発、近鉄不動産、住友林業、阪急阪神不動産の5社が開発・分譲する「きららシティ八尾曙川南」、地区中心部（大字都塚付近)の商業業務地区には商業複合施設「アクロスプラザ八尾」、地区南部(大字東弓削、大字二俣付近)の住環境保全地区にはハウスフリーダムが開発・分譲する「KITTO【きっと】八尾曙川南」がある。

## 施工地区
八尾市都塚四丁目全部及び都塚一丁目、二丁目、三丁目、柏村町三丁目、東弓削三丁目、大字刑部、大字都塚、大字東弓削、大字二俣の各一部。なお、換地処分後の新住所については、すでに2018年に行われた八尾市町名地番改正審議会により決定している。

## 人口
- 計画人口は1,050人[3]
- 計画戸数は335戸。「きららシティ八尾曙川南」では178区画、「KITTO【きっと】八尾曙川南」では157区画の宅地分譲を予定している。

## 公共施設等(近隣地区を含む)

### 官公庁
- 八尾警察署恩智交番
- 八尾警察署志紀交番

### 学校等
- 八尾市立曙川幼稚園
- あけぼの保育園
- あけぼの第二保育園
- 八尾市立曙川小学校
- 八尾市立曙川東小学校
- 八尾市立曙川南中学校

### 医療機関
- ほりいクリニック
- 徳田診療所
- 清誠歯科

### 公園
- 都塚北公園

### その他
- 由義寺跡

## 商業施設
国道170号沿いに2019年4月にオープンした「アクロスプラザ八尾」がある。

### アクロスプラザ八尾
- ユニクロ
- 万代八尾曙川店
- スーパードラッグシグマ
- ケーズデンキ
- セリア
- くら寿司
- きんのぶた
- ケンタッキーフライドチキン
- 焼肉特急
- 星乃珈琲店
- ぱんのいえ
- つるやゴルフ
- 愛眼
- スタジオアリス
- ミフト
- テニスラウンジ八尾
- クリーニングのキャロット
- 清誠歯科
- リバティ
- 宝くじの宝友
- クイックカットBB

### その他
- スーパーマーケットKINSHO恩智店
- ライフ志紀店

## 交通

### 鉄道
- 近畿日本鉄道(近鉄)大阪線恩智駅
- JR西日本関西本線志紀駅

### 道路
- 国道170号
- 大阪府道15号八尾茨木線

### バス
- 大阪バス八尾志紀線 - 近鉄八尾駅からJR志紀駅間を結ぶ路線バス。2019年9月23日、1日8往復で運行開始。